# Ане Рил
Ане Рил (на датски: Ane Riel) е датска писателка на произведения в жанра трилър, детска литература, социална драма и документалистика.

## Биография и творчество
Ане Рил, с рождено име Ане Брам Лауритсен, е родена на 25 септември 1971 г. в Орхус, Дания. Баща ѝ е адвокат, а майка ѝ пише и илюстрира детски книги. През 1991 г. започва да следва история на изкуството в университета на Орхус, но напуска, преди да получи диплома. През 1996 г. се мести в Копенхаген с намерението да следва илюстрация, но не успява. Работи на непълно работно време в продължение на няколко години в музея за художника на комикси и сатирични творби Сторм П. (Робърт Сторм Петерсен).
През 1995 г. е издадена първата ѝ книга, „В картината“, училищен учебник по изобразително изкуство, последвани от още две книги – по архитектура и за художника Сторм П. От 2000 г. започва да публикува детска и юношеска литература, като книгите са илюстрирани от майка ѝ Мете Брам Лауритсен. През това време тя асистира и пътува със своя партньор Алекс Рил, известен джаз барабанист в Европа, за когото се омъжва през 2002 г.
Първият ѝ криминален роман „Касапинът в Лисележе“ е издаден през 2013 г. Той е хумористична и гротескна история и печели награда за дебют в Дания.
През 2015 г. е издаден психологическият ѝ трилър „Смола“. Бащата на шестгодишната Лив инсценира смъртта ѝ за пред властите, а тя живее скрита зад кутиите и кашоните, запълнили работилницата му в изолирана къща дълбоко в красива гора. В свят, където и в най-малките неща имат душа и където дори в пътуването на една мравка в смолата на боровете може да се намери по-висш смисъл. Лив е ярка, изпълнена с живот и любопитството, и търси приключения в реалния свят. Романът става международен бестселър и е удостоен с най-престижните скандинавски литературни награди: „Стъклен ключ“, „Златен куршум“, „Златен лост“ и „Харалд Могенсен“. През 2019 г. романът е екранизиран в едноименния филм.
Произведенията ѝ са издаден на над 30 езика по света.
Ане Рил живее със семейството си в малкото селце Лиселейе, в северната част на Столичния регион на Дания.

## Произведения

### Самостоятелни романи
- Slagteren i Liseleje (2013)[2][4]
- Harpiks (2015) – награда „Стъклен ключ“[1][2]
Смола, изд. „Лемур“ (2022), прев. Светлана Малковска-Старирадева
- Bæst (2019)
- Urværk (2021)

### Сборници
- Små stød (2023) – разкази[2]

### Детска литература
с илюстраторката Мете Брам Лауритсен
- Da mor og far blev skilt (2000)[2]
- Ferie med gys (2000)
- Sylfeden - et balleteventyr (2001)
- Da Mikkel fik en ny familie (2002)
- Vild med Julie (2003)
- Sig ja, Julie! (2005)

### Документалистика
учебници по изобразително изкуство
- Ind i maleriet (1995)
- Arkitektur - værd at kigge efter! (1996)
- Storm P. – Indenfor og udenfor (1998)

### Екранизации
- 2019 Harpiks